# Village de Séraphin
Le village de Séraphin est un ancien musée en plein air canadien inspiré du téléroman Les Belles Histoires des pays d'en haut, avec plus de dix-huit maisons à visiter, situé du no 300 au no 350, rue Séraphin à Sainte-Adèle.

## Histoire
En 1965, Fernand Montplaisir, un pharmacien de Sainte-Adèle, achète une terre où Claude-Henri Grignon avait situé la maison de Séraphin Poudrier, pour y construire le village de Séraphin. Pour 50 000 dollars, il obtient les droits d'utiliser les personnages de Claude-Henri Grignon,.
Le village de Séraphin est inauguré en 1967, avec initialement huit maisons en pièce-sur-pièce à coulisse achetées dans les environs de Sainte-Adèle et reconstruites dans le village. En cette première saison, plus de 100 000 personnes visitent l'endroit,.
En 1977, le village de Séraphin compte 17 maisons à visiter.
Fernand Montplaisir inaugure en 1983 un nouveau parc nommé Pays des Merveilles, situé près du site du village de Séraphin.
Au milieu des années 1980, le château de la riche héritière est construit, ce qui porte le nombre à dix-huit maisons à visiter,.
À la suite du décès de son mari Fernand Montplaisir en janvier 1998, Thérèse Montplaisir tente de vendre le village, mais sans succès.
Le 30 mai 1999, le village de Séraphin est ouvert au public une dernière fois et vendu aux enchères,.